# Ivașkiv, Bârzula
Ivașkiv (în ucraineană Івашків) este un sat în comuna Codâma din raionul Bârzula, regiunea Odesa, Ucraina.

## Demografie
Componența lingvistică a comunei Ivașkiv
     Ucraineană (98,56%)
     Rusă (1,06%)
     Alte limbi (0,31%)
Conform recensământului din 2001, majoritatea populației comunei Ivașkiv era vorbitoare de ucraineană (98,56%), existând în minoritate și vorbitori de rusă (1,06%).